# Gaius Annianus Verus
Gaius Annianus Verus war ein im 2. Jahrhundert n. Chr. lebender römischer Politiker.
Annianus Verus war 146 zusammen mit Quintus Voconius Saxa Fidus Suffektkonsul; wie aus den Fasti Ostienses hervorgeht, übten die beiden ihr Amt von September bis Oktober aus. Sie sind auch in zwei Militärdiplomen aufgeführt, die auf den 11. Oktober 146 datiert sind.